# Camugnano
Camugnano – miejscowość i gmina we Włoszech, w regionie Emilia-Romania, w prowincji Bolonia.
Według danych na styczeń 2009 gminę zamieszkiwało 2070 osób przy gęstości zaludnienia 21,4 os./1 km².